# レウ (聖書)
レウ（リウ）は、旧約聖書の『創世記』に登場する人物。セムの子孫でアブラハムの先祖にあたる。
『創世記』の記述によれば、32歳のときセルグを生み、その後息子や娘をもうけて239歳まで生きたという。